# Saint-Mandé
Saint-Mandé é uma comuna francesa na região administrativa da Ilha de França, no departamento de Vale do Marne. Estende-se por uma área de 0,92 km². Em 2010 a comuna tinha 22 396 habitantes, com uma densidade de 24 343,5 hab./km². É hoje a sexta menor comuna da região de Île de France. É uma comuna de subúrbio limítrofe às regiões 12 e 20 de Paris. A comuna tem ainda como limites as comunas de Montreuil e Vincennes.

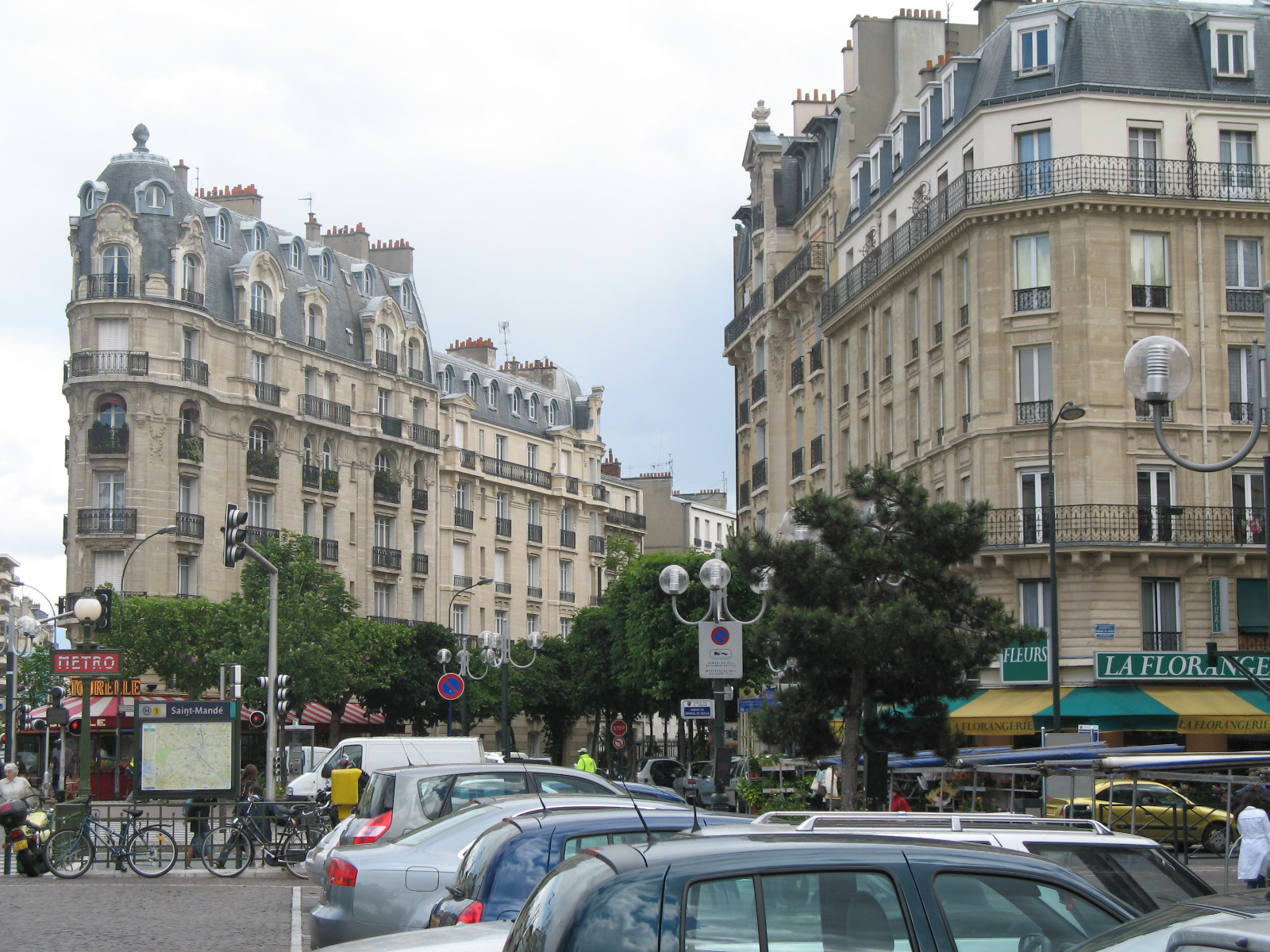
Vista de Saint Mandé, la Tourelle

## Toponímia
São Maudez foi um abade de origem bretã, nascido no século VI. A relíquia foi trazida de volta para o local da futura Saint-Mandé no século X, e uma capela ali foi construída para homenageá-lo.

## História

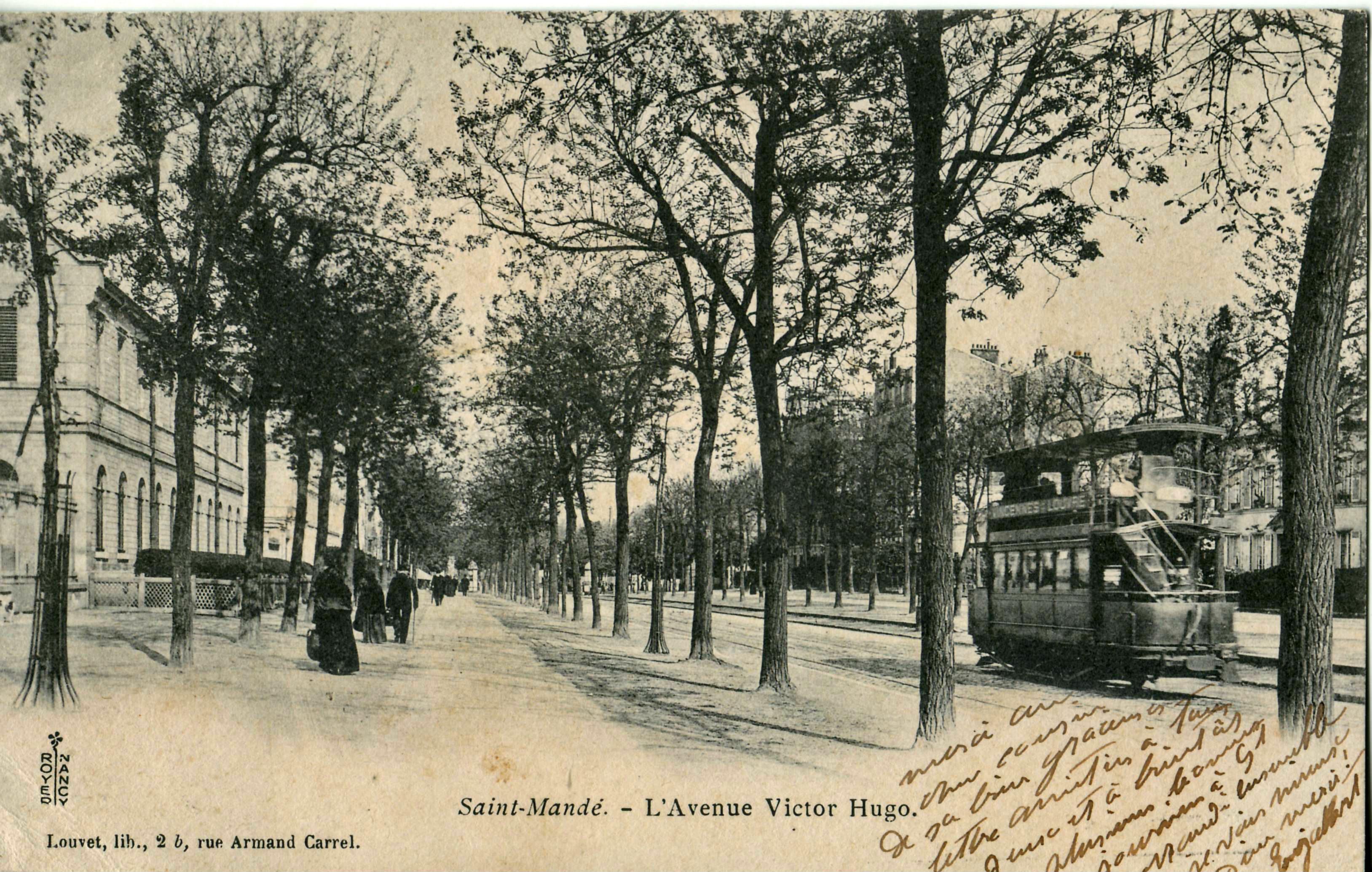
A avenue Victor-Hugo, cerca de 1902

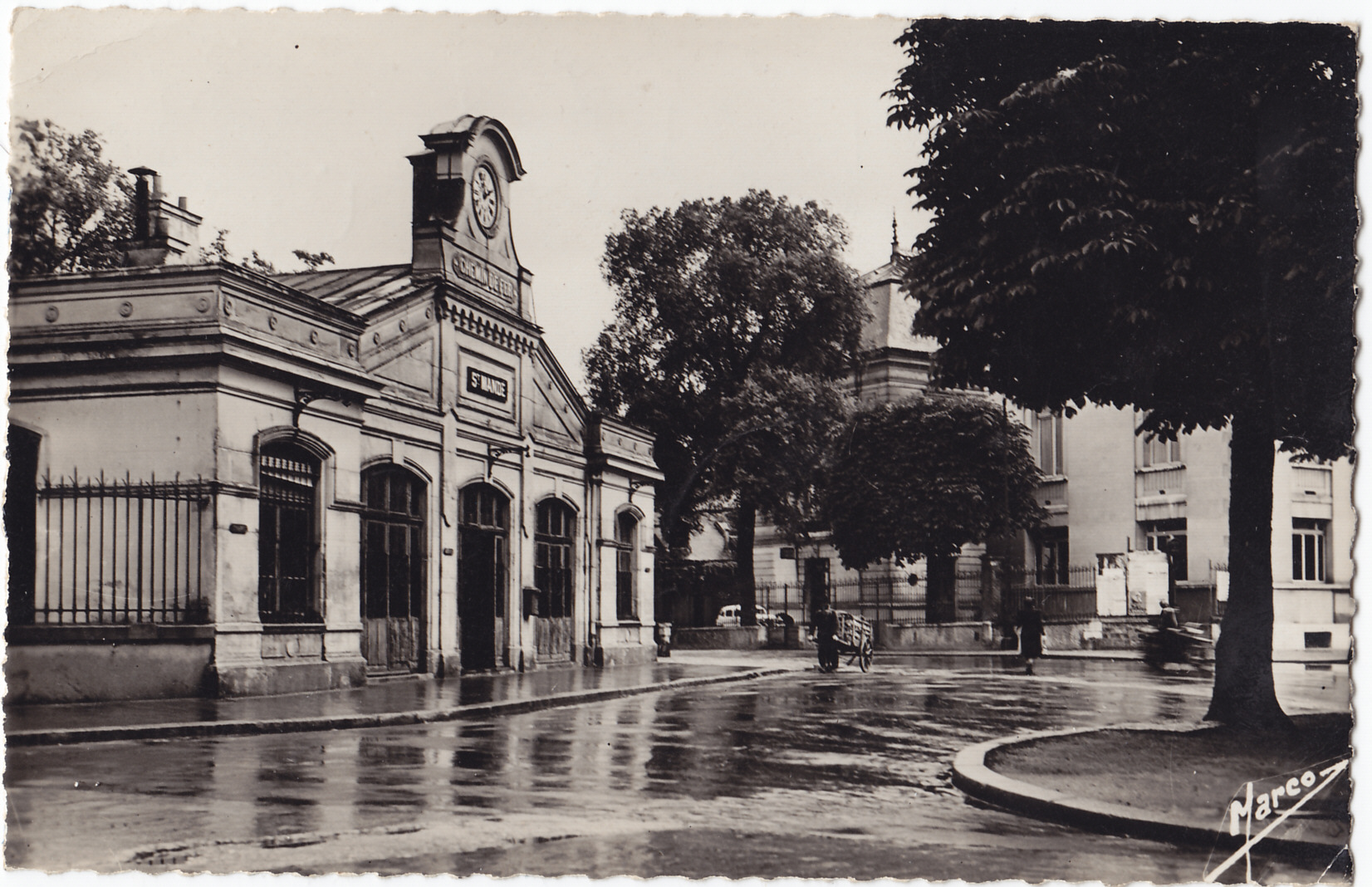
A estação de Saint-Mandé, na década de 1940.

O nome da cidade homenageia um abade originário da Bretanha, chamado de São Maudez, que viveu no século VI, sendo um dos santos mais venerados da Bretanha. Em virtude das invasões normandas na Idade Média, as relíquias do santo foram transferidas para diversos locais da França, sendo que algumas partes foram trazidas no século X até a atual localidade de Saint Mandé, onde uma abadia foi construída em sua homenagem. Os primeiros monges da abadia, e mais alguns trabalhadores rurais e vinicultores da região, foram os primeiros habitantes de Saint-Mandé. A partir do século XI, a vila se desenvolve graças à proximidade com o Castelo real de Vincennes. O rei Filipe II (conhecido como Filipe Augusto) manda fazer uma instalação no local onde hoje se encontra a prefeitura da comuna, que serviu como abrigo às feras que ganhara de presente do rei Ricardo Coração de Leão, da Inglaterra. Seu filho, o rei Filipe III, querendo aumentar os domínios do Castelo de Vincennes adquire diversos terrenos dos habitantes da localidade.
No século seguinte, foi construído um posto avançado de defesa do Castelo real de Vincennes, na localização da atual estação de metrô Saint-Mandé, conhecido como Tourelle (traduzido como a pequena torre), do qual nada restou em nossos dias. A proximidade da corte real e a qualidade de vida começam a atrair nos séculos seguintes personalidades para Saint-Mandé. Um castelo erguido no século XVI, do qual não restam vestígio, foi comprado em 1654 por Nicolas Fouquet, superintendente de finanças de Luís XIV, uma propriedade luxuosa cercada de esplêndidos jardins projetados pelo célebre jardinista francês André Le Nôtre. A residência de Fouquet recebe as visitas prestigiosas do Cardeal Mazarin, Henriqueta Maria de França, Henriqueta Ana da Inglaterra, o Duque de Orléans e mesmo de Luís XIV. Como era mecenas, Fouquet acolheu também artistas como Charles Le Brun, e escritores como Molière, La Fontaine, Madame de Sévigné. Após a queda do superintendente Mazarin em 1661, o castelo fica abandonado, até ser ocupado por uma ordem religiosa que ali instaurou um hospital em 1705, e que duraria até os anos da revolução francesa, quando em 1795, ele e loteado. Saint-Mandé tornou-se em 1790 uma comuna autônoma. Em 1840 e depois em 1860, com a construção das fortificações em torno de Paris, a vila perde boa parte de sua superfície. A comuna, desde então, a sexta menor de toda região, passa a seguir sua vocação de vila residencial em proximidade imediata da capital.

## Demografia
| 1793 | 1800 | 1806 | 1821 | 1831  | 1836  | 1841  | 1846  | 1851  |
| ---- | ---- | ---- | ---- | ----- | ----- | ----- | ----- | ----- |
| 474  | 297  | 370  | 455  | 1 700 | 2 478 | 2 474 | 3 590 | 3 857 |

| 1856  | 1861  | 1866  | 1872  | 1876  | 1881  | 1886   | 1891   | 1896   |
| ----- | ----- | ----- | ----- | ----- | ----- | ------ | ------ | ------ |
| 5 292 | 2 883 | 4 561 | 6 388 | 7 499 | 9 398 | 10 492 | 11 329 | 13 371 |

| 1901   | 1906   | 1911   | 1921   | 1926   | 1931   | 1936   | 1946   | 1954   |
| ------ | ------ | ------ | ------ | ------ | ------ | ------ | ------ | ------ |
| 15 726 | 17 714 | 19 227 | 20 012 | 21 477 | 21 257 | 22 253 | 23 061 | 24 522 |

| 1962 | 1968   | 1975   | 1982   | 1990   | 1999   | - | - | - |
| --- | ------ | ------ | ------ | ------ | ------ | - | - | - |
| 24 325 | 23 044 | 20 968 | 18 673 | 18 684 | 19 697 | - | - | - |
| Para os censos de 1962 a 2006 a população legal corresponde à popolução sem duplicidades, segundo define o INSEE. |        |        |        |        |        |   |   |   |